# Вальдес, Родриго
Родри́го Вальде́с (исп. Rodrigo Valdéz; 22 декабря 1946, Картахена — 14 марта 2017, там же) — колумбийский боксёр, представитель средней весовой категории. Выступал на профессиональном уровне в 1963—1980 годах, владел титулами чемпиона мира по версиям Всемирной боксёрской ассоциации (WBA) и Всемирного боксёрского совета (WBC), являлся линейным и абсолютным чемпионом мира в среднем весе.
Наравне в с Антонио Сервантесом и Мигелем Лорой считается одним из величайших профессиональных боксёров Колумбии. Журналом «Ринг» поставлен на 29-е место в списке ста величайших панчеров всех времён.

## Биография
Родриго Вальдес родился 22 декабря 1946 года в городе Картахена департамента Боливар.
Дебютировал как профессиональный боксёр уже в возрасте семнадцати лет в октябре 1963 года, выиграв у своего соперника по очкам. В течение двух лет одержал восемь побед, но в 1965 году его победная серия прервалась — последовало поражение техническим нокаутом от непобеждённого соотечественника Хуана Эскобара (в шестом раунде Вальдес получил травму и из-за этого не смог продолжить поединок).
Несмотря на проигрыш, начинающий боксёр продолжил активно выходить на ринг, так, в 1966—1968 годах он добавил в послужной список ещё четырнадцать выигранных поединков, при этом не потерпел ни одного поражения — лишь в двух боях с его участием была зафиксирована ничья.
В 1969 году впервые выехал боксировать за пределы Колумбии, отправился в длительный тур по США, успешно выступал в Лас-Вегасе, Нью-Йорке и Калифорнии, победив многих сильных американских боксёров. В апреле 1971 года на арене «Мэдисон-сквер-гарден» выиграл досрочно у американца Бобби Кэссиди.
В сентябре 1973 года единогласным решением судей взял верх над опытным американским боксёром Бенни Бриско и завоевал тем самым титул чемпиона Североамериканской боксёрской федерации (NABF) в средней весовой категории.
После ещё нескольких побед Вальдес поднялся достаточно высоко в мировых рейтингах и в 1974 году стал официальным претендентом на титул чемпиона мира по версии Всемирного боксёрского совета (WBC), который на тот момент принадлежал аргентинцу Карлосу Монсону. Однако Монсон отказался от этого боя и вскоре был лишён чемпионского звания, в результате чего ставший вакантным чемпионский пояс оспорили Вальдес и Бенни Бриско. Во втором раунде колумбиец получил серьёзное рассечение над левым глазом, но продолжил успешно боксировать, а в седьмом раунде отправил соперника в нокдаун и вскоре завершил поединок техническим нокаутом.
Полученный чемпионский пояс Родриго Вальдес сумел защитить три раза. Во время четвёртой защиты он всё-таки встретился с выдающимся аргентинцем Карлосом Монсоном в объединительном поединке, на кону которого так же стоял титул чемпиона мира по версии Всемирной боксёрской ассоциации (WBA). Незадолго до начала Вальдес узнал о гибели своего брата, хотел отменить бой, но контрактные обязательства не позволили ему этого сделать, и бой в Монте-Карло всё же состоялся. В результате, как отмечали очевидцы, Вальдес выглядел на ринге апатичным, проиграв по итогам пятнадцати раундов единогласным судейским решением. Было очевидно, что из-за форс-мажорных обстоятельств Вальдес не показал свой лучший бокс, поэтому вскоре между ним и Монсоном организовали матч-реванш — во втором поединке аргентинец, хоть и побывал в нокдауне, в целом вновь оказался сильнее, и после окончания пятнадцати раундов судьи единогласно отдали ему победу. Через месяц Карлос Монсон объявил о завершении карьеры профессионального спортсмена, и все его титулы стали вакантными.
Вальдес стал одним из главных претендентов на освободившиеся титулы WBA и WBC — в ноябре 1977 года он их завоевал, в третий раз выиграв у Бенни Бриско. Тем не менее, в апреле следующего года при первой же защите колумбиец лишился обоих титулов, проиграв по очкам представителю Аргентины Уго Корро. Колумбиец попытался как можно скорее взять реванш, но во втором бою вновь уступил Корро единогласным решением.
В 1980 году в Колумбии Вальдес провёл ещё два рейтинговых боя с малоизвестными соперниками, после чего принял решение завершить спортивную карьеру. Всего провёл в профессиональном боксе 73 боя, из которых 63 выиграл (в том числе 43 досрочно), 8 проиграл, тогда как в двух случаях была ничья.
Умер 14 марта 2017 года в возрасте 70 лет в результате тяжёлого сердечного приступа. Мэр Картахены Мануэль Дуке, комментируя смерть Вальдеса, назвал его «одним из величайших колумбийских спортсменов всех времён».